# Чьоинг Дордже
Десетият Кармапа Чьоинг Дордже (1604 – 1674) е роден в източен Тибет в областта Голок. Записано е, че подобно на историческия Буда Шакямуни след раждането си детето се изправя на крака и прави по една стъпка в четирите посоки на света. След това седнало с кръстосани крака и го чули да рецитира мантрите на Авалокитешвара (Любящите Очи) и Праджняпарамита (Съвършенството на Мъдростта). На шестгодишна възраст шестият Шамар Ринпоче официално разпознава Кармапа и го интронизира в манастира Нингче Линг.
Също както и на неговите предшественици на Кармапа Чьоинг Дордже му се налага да бъде миротворец. Той е съвременник на ожесточени борби за власт, включващи и влиятелни лами. По това време в Тибет са навлезли многобройни монголски войски поддържащи школата Гелуг и Петия Далай Лама Нгаванг Лобсанг Гяцо и в резултат през следващите векове Далай Ламите фактически стават крале на Тибет. В един момент армията на кралство Джанг побеждава многохилядни мародерстващи монголци и се готви да ги изпрати срещу собствената им главна армия водена от Гушри Хан. Със своя авторитет Десетият Кармапа спира предстоящото кръвопролитие и впоследствие Далай Лама закриля неговия главен манастир Цурпху.
Чьоинг Дордже среща Тулку Минджур Дордже, който е ученик на Чагме Рага-аси и еманация на осмия Кармапа, основател на Недо Кагю – субтрадиция на Карма Кагю. Кармапа разпознава в него откривател на Съкровища (тиб. Тертон) и в отговор Минджур Дордже му дава термите (скритите съкровища), на които е носител. Освен това той е почитан и заради внасянето в линията на духовната практика с Карма Пакши.
На седемдесетгодишна възраст Десетият Кармапа умира, оставяйки основните си ученици: Шамар Йеше Нингпо, Гялцап Дракпа Чьоинг, Кунту Зангпо, Ситу Тринлей Мифам Рабтен, Паво Тринле Гяцо, Карма Чагме Рага-аси Ринпоче, славния тертон на линията Нингма Джацон Нингпо, краля на Джанг Са-там, Карма Цеванг Ринчен, принц Карма Ринчен, принц Карма Пунцок, премиер-министъра Карма Тенкьонг, Карма Самдруб, Таклунг Нгаванг Таши Палдруб, Сурманг Гаванг Ринчен Нингпо и Четвъртия Сурманг Трунгпа Тулку.